# Leiolopisma mauritiana
Leiolopisma mauritiana је гмизавац из реда Squamata и фамилије Scincidae.

## Угроженост
Ова врста је наведена као изумрла, што значи да нису познати живи примерци.

## Распрострањење
Ареал врсте је био ограничен на острво Маурицијус.